# Veliter
Veliter (sg.: veles) var en type af let infanteri i den romerske hær i den midterste periode af den Romerske Republik (fra 211 til 107 f.Kr.). Veliter var let infanteri og træfningsmænd bevæbnet med spyd (latin: hastae velitares). Spydene havde et træskaft på 75 cm med en diameter på en finger og en smal metalspids på 25 cm., som de kastede mod fjenden. De bar også korte stiksværd, eller gladii, til brug i nærkampe. De bar sjældent rustninger, da de var de yngste og fattigste soldater i legionen og ikke havde råd til så meget udstyr. De bar små træskjolde kaldet parma til beskyttelse og bar hovedbeklædning lavet af ulveskind, så deres modige handlinger lettere kunne genkendes. Veliter blev placeret forrest i kampformationen af to årsager: dels kunne de chikanere fjenden med deres kastespyd og forstyrre deres formationer inden selve hovedangrebet, dels gav det dem mulighed for at kæmpe mand mod mand og opnå personlig berømmelse.
Veliter udgjorde ikke deres egne enheder. Derimod var et antal af dem tilknyttet til hver manipel af hastati, principes og triarii (forskellige typer af tungt infanteri). De blev typisk brugt som en forreste skærmende styrke, som blev brugt til at chikanere fjendes lette tropper og forstyrre deres formationer. Når de havde forstyrret fjenden trak veliterne sig tilbage bag de romerske linje for at give plads til de mere tungt bevæbnede hastati. Veliterne var ofte dem, der engagerede fjendens krigselefanter og stridsvogne, hvis disse var til stede på slagmarken. Et eksempel er Slaget ved Zama i 202 f.Kr. Deres høje mobilitet og kastevåben gjorde dem langt mere effektive mod disse fjender end det tungt bevæbnede infanteri. I begyndelsen af den Romerske Republik indeholdte en romersk legion omkring 1.000 velitere. De blev udfaset efter de såkaldte "marianske reformer" gennemført af Gajus Marius i det 1. århundrede f.Kr.
Der er forskellige teorier om forholdet mellem veliter og rorarii (en tidligere type let infanteri). Nogle kilder, herunder forfatteren Lucilius, antyder at veliter gradvis erstattede rorarii. En anden teori går på, at leves' (let infanteriets) udstyr blev forbedret, indtil det var på samme niveau som rorarii'eres udstyr. Herefter blev de begge samlet kaldet veliter.

## Eksterne links
- C. Lucilii Carminum reliquiae af Lucilius
- Life of Marius af Plutarch